# Tharaka-Nithi County
Tharaka-Nithi County is een van de 47 county's van Kenia in de voormalige provincie Eastern Province. 
De county is ontstaan door samenvoeging van de districten Tharaka en Nithi (Meru South).